# Františka Římská
Svatá Františka Římská, zvaná také „Coecolella“ (? 1384, Řím – 9. března 1440, Řím) je považována za patronku Říma a od roku 1925 je i patronkou automobilistů.

## Život
Františka Římská (vlastním jménem Francesca Bussa de’ Leonori) pocházela ze vznešené a zámožné rodiny. Ve věku 11 let se rozhodla, že vstoupí do kláštera, ale během dvou let jí rodiče provdali za velitele papežského vojska Lorenza Ponziano (nebo de Ponziani). Manželství bylo šťastné, neboť Lorenzo svou ženu velmi miloval, respektoval její zbožnost a rovněž ona mu byla laskavou a vzornou manželkou. Údaje o počtu jejich dětí se liší, ale měli nejméně čtyři, z nichž dvě zemřely, patrně při morových epidemiích.
Snad pod vlivem uzdravení z velmi těžké nemoci, která ji postihla brzy po svatbě, se začala zajímat o osudy chudých a nemocných. Spolu se svou sestrou navštěvovala nemocnice a veškerý volný čas i finanční prostředky věnovala na pomoc trpícím.
V samotné církvi existovalo již od roku 1378 papežské schisma. Na koncilu konaném v Pise roku 1409 kardinálové sesadili dva dosavadní papeže, římského Řehoře XII. a avignonského Benedikta XIII., a novou hlavou církve zvolili Petra Philarga, který přijal jméno Alexandr V. Tím se však pouze schisma prohloubilo. Dosavadní papeži se totiž svého pontifikátu nevzdali, což vedlo ke vzniku trojpapežství. Alexandr V. v roce 1410 zemřel a jeho následovníkem se stal Baldassare Cossa, který přijal jméno Jan XXIII. Cossa měl pověst vraha a námořního piráta. O konečné řešení se pokusil císař Zikmund Lucemburský. Přiměl Jana XXIII., aby svolal nový koncil do Kostnice; ten pak rozhodl o abdikaci všech tří papežů a jako nového papeže zvolil v roce 1417 Ottu Colonnu, který přijal jméno Martin V. Jan XXIII. abdikovat odmítl a z Kostnice uprchl. Byl však dostižen Zikmundovými vojáky, uvězněn a sesazen.
Tyto události byly doprovázeny krvavými boji. Neapolská vojska vtrhla do města, vydrancovala Řím a páchala násilnosti na civilním obyvatelstvu. Rovněž dům rodiny Ponziani byl vydrancován a syn Baptista byl odvlečen jako rukojmí. Lorenzo Ponziani byl v bojích těžce zraněn. Zásluhou intenzivní péče manželky se uzdravil a jako výraz vděku i uznání, kterého si Františka v Římě vydobyla, prohlásil, že jí zprošťuje všech domácích i manželských povinností a že jí dává úplnou svobodu, aby mohla sloužit Bohu.

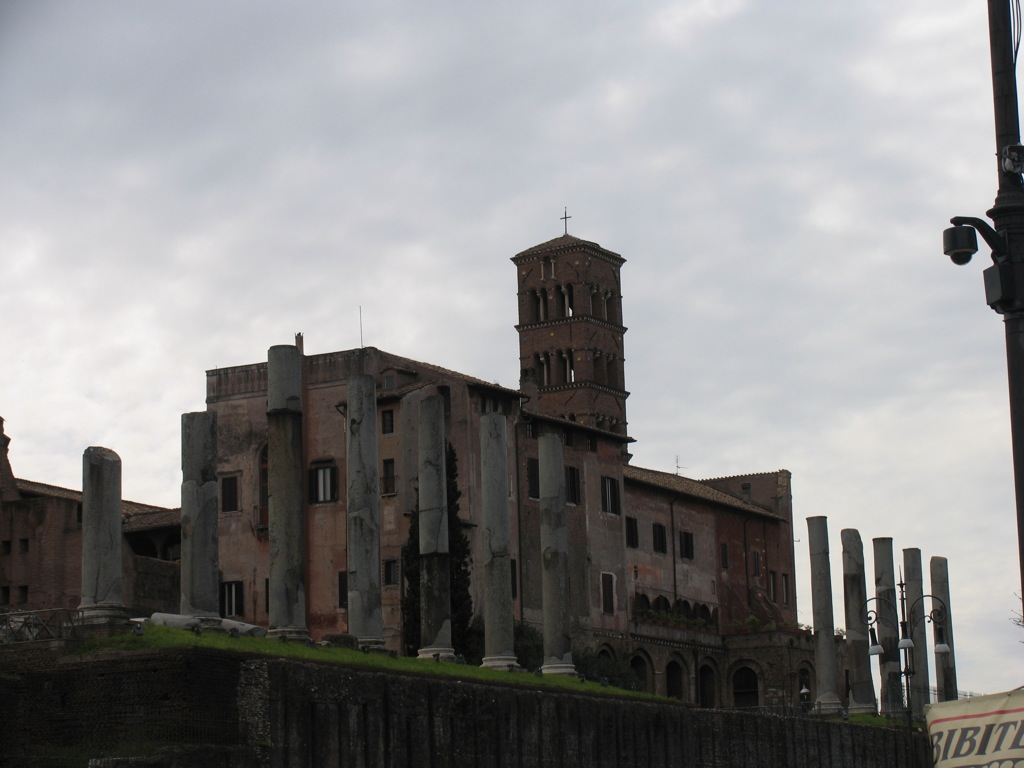
Chrám Santa Francesca Romana

Franceska navštívila Assisi a po svém návratu (15. srpna 1425) založila skupinu paní a dívek z dobrých rodin, které se vzdaly života v přepychu a rozhodly se sloužit chudým a nemocným podle regulí třetího řádu sv. Benedikta. Zpočátku ženy zůstávaly ve svých rodinách, ale roku 1433 se spojily ke společnému životu v domě Tor de Specchi. Františka se k nim připojila až po smrti svého manžela v roce 1437 a stala se jejich představenou. Členství v komunitě bylo zcela volné. Členky sdružení neskládaly řeholní sliby a mohly kdykoliv vystoupit a případně se i provdat, pouze formálně byly přidruženy k olivetánské kongregaci a působily při chrámu Santa Maria Nuova. Z tohoto důvodu se jim neříkalo jeptišky, ale oblátky. Nosily jednotný bílý hábit, bílý škapulíř a černý závoj.
Na počátku roku 1440 onemocněl jeden z Františčiných synů. Při jeho ošetřování se Františka zřejmě rovněž nakazila infekční chorobou a 9. dubna 1440 zemřela.
Kanonizována byla 29. května 1608 papežem Pavlem V. a v následujících letech se intenzivně pátralo po jejích ostatcích. Ty byly nalezeny 2. dubna roku 1638 a slavnostně znovu pohřbeny 9. dubna 1649. Chrám Santa Maria Nuova, který se nachází nad Forum Romanum, je od té doby známý jako chrám Santa Francesca Romana.
V roce 1925 ji papež Pius XI. prohlásil za patronku automobilistů, neboť podle legendy ji na nočních cestách za nemocnými provázel anděl, který ji svítil lucernou na cestu. Její památka se uctívá 9. března.